# Лабуаль, Ален
Але́н Лабуа́ль (в российских СМИ распространена также менее правильная форма Ален Лебуаль, фр. Alain Laboile; род. 1 мая 1968, Бордо, Жиронда, Франция) — французский скульптор и фотограф, получил известность фотографиями своих детей и специфическими методами их воспитания.

## Биография
Ален Лабуаль не сумел окончить школу, сменил различные профессии до 1990 года, когда познакомился со своей будущей супругой Анн, которая в то время изучала историю искусства. Именно тогда он впервые познакомился с произведениями итальянского Возрождения, увлёкся изобразительным искусством, а затем и сам решил заняться скульптурой. В 2004 году Лабуалю потребовалось составить портфолио из своих работ в качестве скульптора (в это время главной его темой было конструирование гигантских насекомых из дерева, камня, гипса и металла). Тогда он впервые приобрёл фотоаппарат. Первоначально Лабуаль использовал компактный цифровой фотоаппарат Nikon Coolpix 2200. Он начал фотографировать насекомых, чему способствовала его страсть к энтомологии. Фотограф делился своими первыми изображениями на специализированном форуме Planet Powershot 2 (в 2014 году он закрылся) и совершенствовал свою технику фотографии в процессе общения с интернет-пользователями. С 2007 года его главной темой стала ежедневная фиксация повседневной жизни своей семьи. Он создавал циклы фотографий и публиковал их от имени пользователя «lab oil» на Flickr. В декабре 2012 года газета «The New York Times» впервые опубликовала большую статью о творчестве фотографа и признала его незаурядный талант.
Лабуаль начал первый семейный альбом в 2007 году, в возрасте 39 лет, этот цикл назывался «Семья» и изначально не предназначался для публикации. Первые публичные выставки Лабуаля состоялись за пределами Франции — в Японии и США, позже пришло признание и на родине. Серия «Семья» была приобретена в 2014 году в коллекцию Французского музея фотографии. За два года до этого, в 2012 году выставка фотографий Лабуаля из серии «Семья» (фр. «La Famille») демонстрировалась в Centre Communal d’Action Sociale в Бордо. Они также были представлены в Салоне фотографий в Париже и в галерее «L’Area» в Ницце, на фотофестивале в Ангкоре в Камбодже. Персональные выставки фотографа к 2017 году прошли в Токио, Нью-Дели, Сан-Пауло, Амстердаме, Вене, Сиэтле, Рио-де-Жанейро, Янине и других городах. В 2014 году Ален Лабуаль побывал в России и провёл мастер-класс в Суздале.
К концу 2017 года издано одиннадцать альбомов фотографий Алена Лабуаля.

## Особенности творчества
Событием, которое круто изменило его жизнь, Лабуаль считает встречу с американским фотографом Джоком Стёрджесом и поездку в его дом в Сиэтле. Тремя важнейшими качествами фотоискусства он называет спонтанность, индивидуальность и самобытность.
В последнее время Лабуаль использует камеры Canon 5D Mark III и Leica M Monochrom, объектив 35 mm f/1.4. Он занимается почти исключительно чёрно-белой фотографией, редактирование обычно сводится к преобразованию изображения в чёрно-белый снимок и настройкам плотности и контраста. Фотограф настаивает, что, хотя его работы глубоко интимны, тем не менее, обращаясь к человеческой природе и позволяя зрителю войти в его личный мир, они заставляют зрителя вспомнить и задуматься о собственном детстве. Для Лабуаля, по его словам:

«Фотография — способ изо дня в день создавать семейный альбом, представляющий собой то наследие, которое я передам своим детям. Мои работы отражают нашу жизнь, в которой все делается ради детей, и фотографии являются свидетельством тому. В какой-то степени мой подход к работе можно сравнить с подходом этнолога»— Ален Лабуаль: «Я снимаю то, чем живет моя семья». Интервью с фотографом
Чаще всего на фотографиях Лабуаля запечатлены его дети. Постоянное присутствие отца сделало его фотокамеры незаметной для детей; они продолжают свои игры, редко замечая направленный на них объектив. Лабуаль никогда не просит детей позировать, но если ребёнку не нравится фотография, которую он сделал, отец не публикует её. Лабуаль считает, что его снимки похожи на «уличную фотографию», которую он высоко ценит и не может создавать из-за того, что живёт в сельской местности. Самым важным фотограф считает запечатлеть искренние эмоции. Он утверждает: «Если на картинке есть эмоции, это уже хорошо, даже если изображение немного размыто или неудачна композиция».
Одна из наиболее известных фотографий Лабуаля запечатлела его дочь с оленёнком. Сам фотограф так рассказывает о ней:

«Однажды утром по дороге в школу ребята нашли новорожденного осиротевшего оленёнка. Это оказалась самочка. Мы назвали её Лили и кормили из бутылочки десять дней, а когда она стала самостоятельной, отпустили. Конечно же, я использовал возможность поснимать и теперь эти фотографии вместе с легендой будут передаваться из поколения в поколение».— Ален Лабуаль: философия невмешательства. Детская фотография

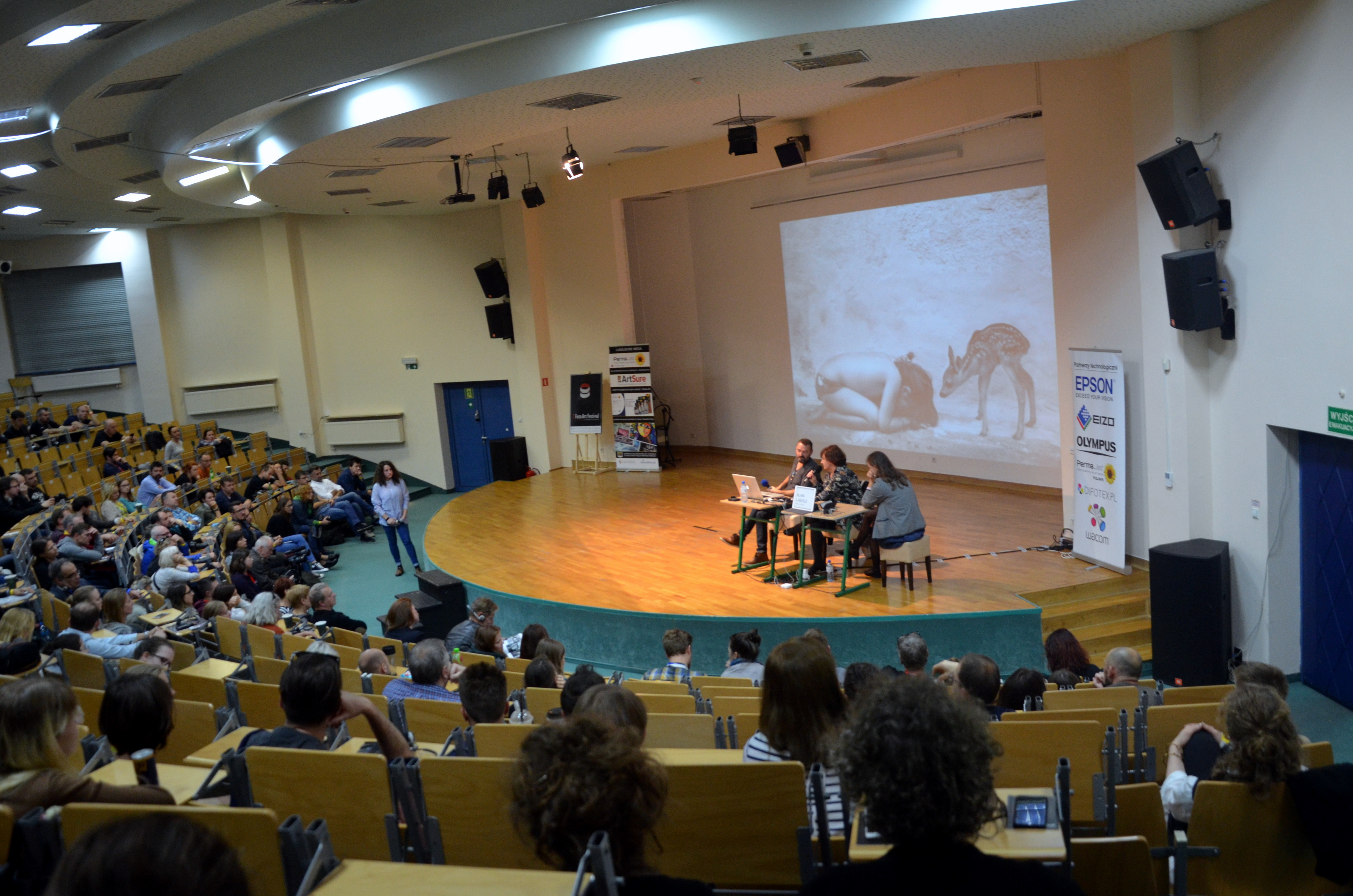
Ален Лабуаль выступает с лекцией о своём творчестве, 2017

Отходом от привычных для фотографа приёмов работы стал цикл «Размышления вокруг пруда» (фр. «Réflexions autour du bassin»). Он был осуществлён, когда Лабуаль принял решение вырыть пруд в своем саду. Он увидел отражение своих детей в воде и понял, что он может создать новый мир — мир фантастических фантазий и игр. Фотографии запечатлели сцены с участием его детей, происходившие вокруг пруда. На фотографиях линия горизонта опущена к нижнему краю снимка, фигуры детей чётко выделяются на фоне неба. В то время, как большинство его ранних снимков — чёрно-белые, фиксируют случайно выхваченные из повседневной жизни сцены, «Размышления вокруг пруда» выполнены в цвете и являются постановочными. Подобно драматургу и режиссёру, Лабуаль набрасывал эскизы будущих снимков перед фотосессией. Серия основана на мифах и рефлексии над культовыми произведениями искусства, среди них: картины Сальвадора Дали, легенды о Вильгельме Телле и Икаре. Некоторые искусствоведы увидели сходство фотографий с готическими образами Тима Бёртона. Реквизит, используемый в фотографиях, — объекты, созданные Лабуалем в качестве скульптора, а иногда —просто мусор. Пульсация воды усиливает воздействие фотографий и придаёт им уникальность.
Художественные критики отмечают сходство фотографий Лабуаля с творчеством Салли Манн, но, в отличие от неё, французский фотограф раскрывает энергию и радость жизни, а не тревогу. Как и Манн, отец-фотограф пытается передать единство естественного человека с природой. Дом, луг, лес, пруд — все сцены с детьми сняты под открытым небом, обычно — в движении. Фотографии отсылают зрителя к «естественному состоянию человека», идеализировавшемуся философами в эпоху Просвещения. Они сознательно бросают вызов пуританству. Наряду со стремлением Лабуаля запечатлеть реальность, критики отмечают сюрреалистичность работ фотографа. Журналист «The Daily Mail» отмечает трогательную коллекцию образов детей, которые создал фотограф, и восхитительный хаос, который они оставляют на своем пути, когда познают окружающий мир.
Как и на фотографиях Салли Манн, на фотографиях Алена Лабуаля часто присутствуют обнажённые дети. Однако искусствоведы отмечают, что его снимки «свободны от любых форм вуайеризма». Сам фотограф утверждает, что не боится негативного мнения общественности или критического отношения в связи с этим к своим произведениям.
Ален Лабуаль опубликовал в фотожурнале «6Mois» открытое письмо, в котором обвинил новозеландского фотографа Ники Бун в сознательном плагиате своих фотографий. Поводом для этого послужило сюжетное и композиционное сходство отдельных фотографий Лабуаля и Бун, а также идеализация «естественного ребёнка», которая характерна и для новозеландского фотографа. К письму Лабуаля прилагались в качестве доказательства парные снимки, сделанные обоими фотографами. В ответном открытом письме Бун отвергла обвинение и объясняла сходство фотографий близкими идейными убеждениями авторов и сходным образом жизни их детей.

## Личная жизнь
Фотограф женат и у него шестеро детей (Элиот, Оляна, Луна, Мерлин, Дюна и Нил). Лабуаль живёт в сельской местности недалеко от города Бордо и работает на дому в качестве скульптора и фотографа. Жена его не работает. В семье никогда не было хорошего автомобиля, дом старый. В семье нет телевизора, но есть несколько компьютеров. Для детей нет строгого режима приёма пищи и сна, они живут в собственном ритме, родители не перегружают своих детей дополнительными внешкольными занятиями. Сам фотограф говорит:

«Большая семья — это микросообщество. Она формирует образ жизни будущего взрослого человека. Мы во многом полагаемся на интуицию»— Ален Лабуаль: «Я снимаю то, чем живет моя семья». Интервью с фотографом
В свой небольшой усадьбе Лабуаль создал атмосферу, которую воспринимает как земное подобие рая. Поместье окружено большим и диким садом. Резко контрастируя с комфортом городского существования, оно приближается, по его мнению, к чистой радости жизни. Сам фотограф считает, что противостояние сельского образа жизни городскому даже важнее, чем противостояние друг другу представителей разных национальностей.

## Награды и признание
Ален Лабуаль стал победителем в международных фотоконкурсах корпорации Canon «Les 20 ans d’EOS» в 2007 году и «Le défi EOS» в 2008 году в категории «Макро». В 2011 году на фотосалоне в Париже стал обладателем Prix Leica (в конкурсе журнала «Compétence Photo»).